# داستان قاب

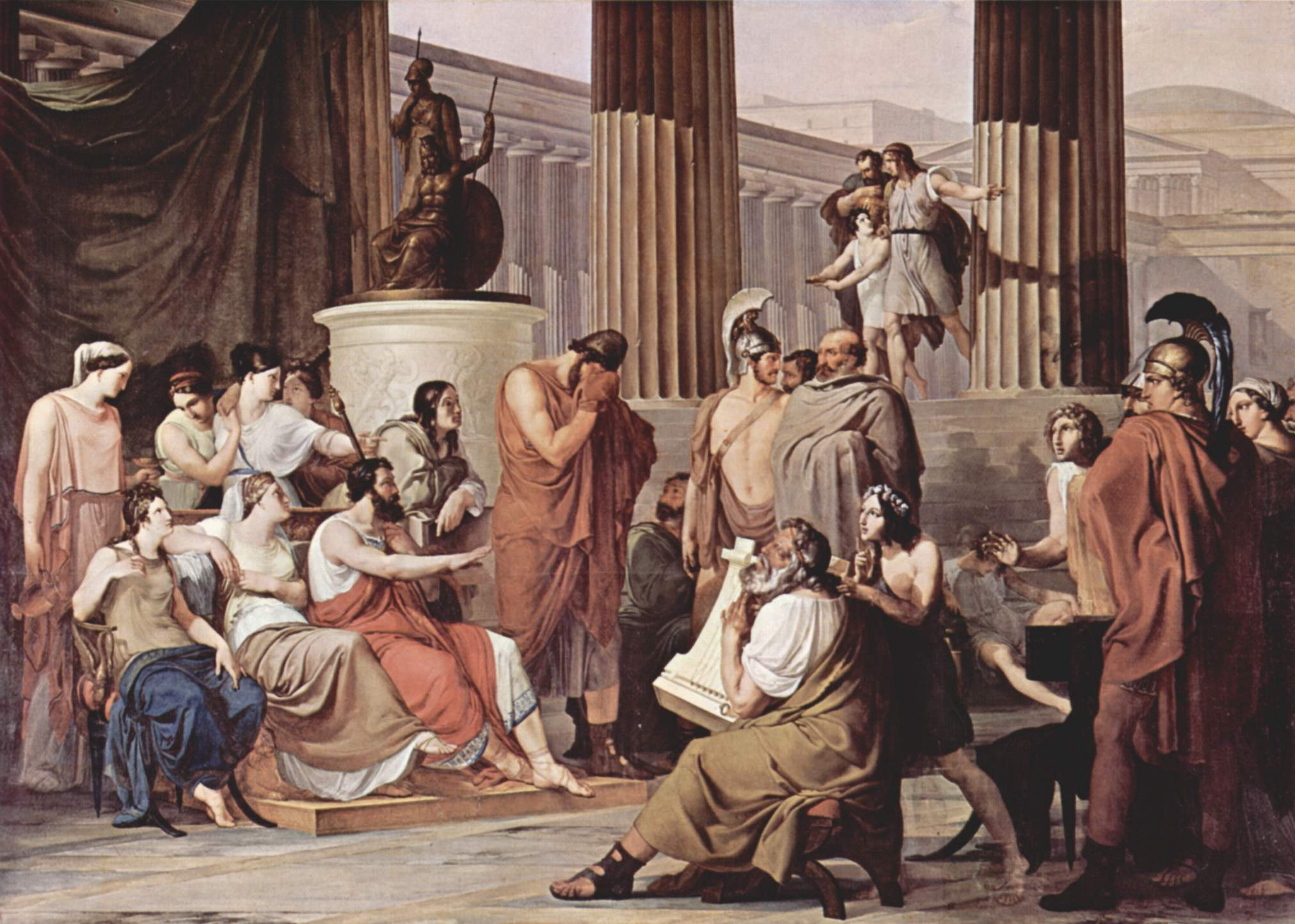
اودیسه در دربار آلسینوس گریه می‌کند در حالی که دموکوس نابینا در تروا در حال نواختن چنگ درباره اودیسه است و آشیل می‌خواند.

داستان قاب، قصه قاب یا روایت قاب (به انگلیسی: Frame_story، Frame Story) جزو ابزارهای شگرد قاب‌بندی در ادبیات و به‌خصوص ادبیات داستانی است. جا دادن یک یا چند داستان در دل یک داستان دیگر یا یک گزارش، روایت تاریخی، زندگی‌زنامه، خاطره و امثال این‌ها را قاب‌بندی (Framing) می‌گویند.
در شگرد قاب‌بندی، معمولاً یک داستان اولیه برای مخاطب تعریف می‌شود که به‌منزلهٔ قاب دربرگیرندهٔ داستان‌های دیگر است. قاب‌بندی باعث می‌شود که هر داستان علاوه بر معنا و کارکرد مستقل خود، با توجه به متنی که آن را در خود جای داده، ابعاد و معانی ضمنی دیگری هم پیدا کند. یکی از نمونه‌های آشنا و معروفی که در آن از شگرد قاب‌بندی استفاده شده کتاب هزار و یک شب است که در آن خواننده در حالی که داستان زندگی شهرزاد را دنبال می‌کند، داستان‌های فراوان دیگری را نیز می‌خواند.
نخستین نمونه استفاده از داستان قاب به پاپیروس وستکار متعلق به تمدن مصر باستان برمی‌گردد.
از دیگر آثار مشهور که در آن از روایت قاب استفاده شده است می‌شود به مجموعه سرزمین میانه اثر جی آر. آر. تالکین اشاره کرد. تالکین در ضمیمه آثارش بیان کرده است تمامی کتب این مجموعه، شامل سیلماریلیون، هابیت،  ارباب حلقه ها و... را شخصیت های خیالی داستان نوشته‌اند و او صرفا مطالب آنها را گردآوری کرده است.